# 小行星7594
小行星7594（7594 Shotaro）是一颗围绕太阳公转的小行星。1993年1月19日，關勉在藝西天文台发现了此天体。
該小行星以日本京都大學天體物理學教授宮本正太郎命名。
这颗小行星的绝对星等为125.80423777等。